# Липитино (Ступинский район)
Липитино — село в Ступинском районе Московской области в составе Городского поселения Малино (до 2006 года — входило в Дубневский сельский окру). На 2016 год в Липитино 8 улиц, 2 переулка и 1 садовое товарищество. Село связано автобусным сообщением с городом Малино и соседними населёнными пунктами, впервые в исторических документах упоминается в писцовой книге 1577 года, уже как село Липетино (по фамилии владельцев Липетиных).

## Население
| 2002 | 2006 | 2010 |
| ---- | ---- | ---- |
| 166  | ↘127 | ↗134 |

Липитино расположено на севере центральной части района, у внутренней стороны большого Московского кольца, по правому берегу реки Каширка, высота центра села над уровнем моря — 173 м.

## История
В селе с XVI века существовала Успенская церковь. В 1810 году была построена новая кирпичная одноглавая, с трапезной и колокольней (в 1894—1898 годах трапезная, с Алексеевским и Никольским приделами, была выстроена вновь). Закрыта в 1937 году, с 1994 года — действующая, памятник архитектуры федерального значения. Также в селе, в XIX веке, была приписанная к церкви часовня, не сохранившаяся до наших дней.
В Липитино работает больница им. Дмитрия Ульянова, в которой в 1906—1911 годах, работал земским врачом брат В. И.Ленина Дмитрий Ильич Ульянов. После Д. И. Ульянова в этой лечебнице некоторое время работала врачом Ольга Павловна Ногина - известный советский педиатр, заслуженный врач РСФСР, организатор советского здравоохранения, супруга революционера Виктора Павловича Ногина .